# هیراگا یوشینوبو

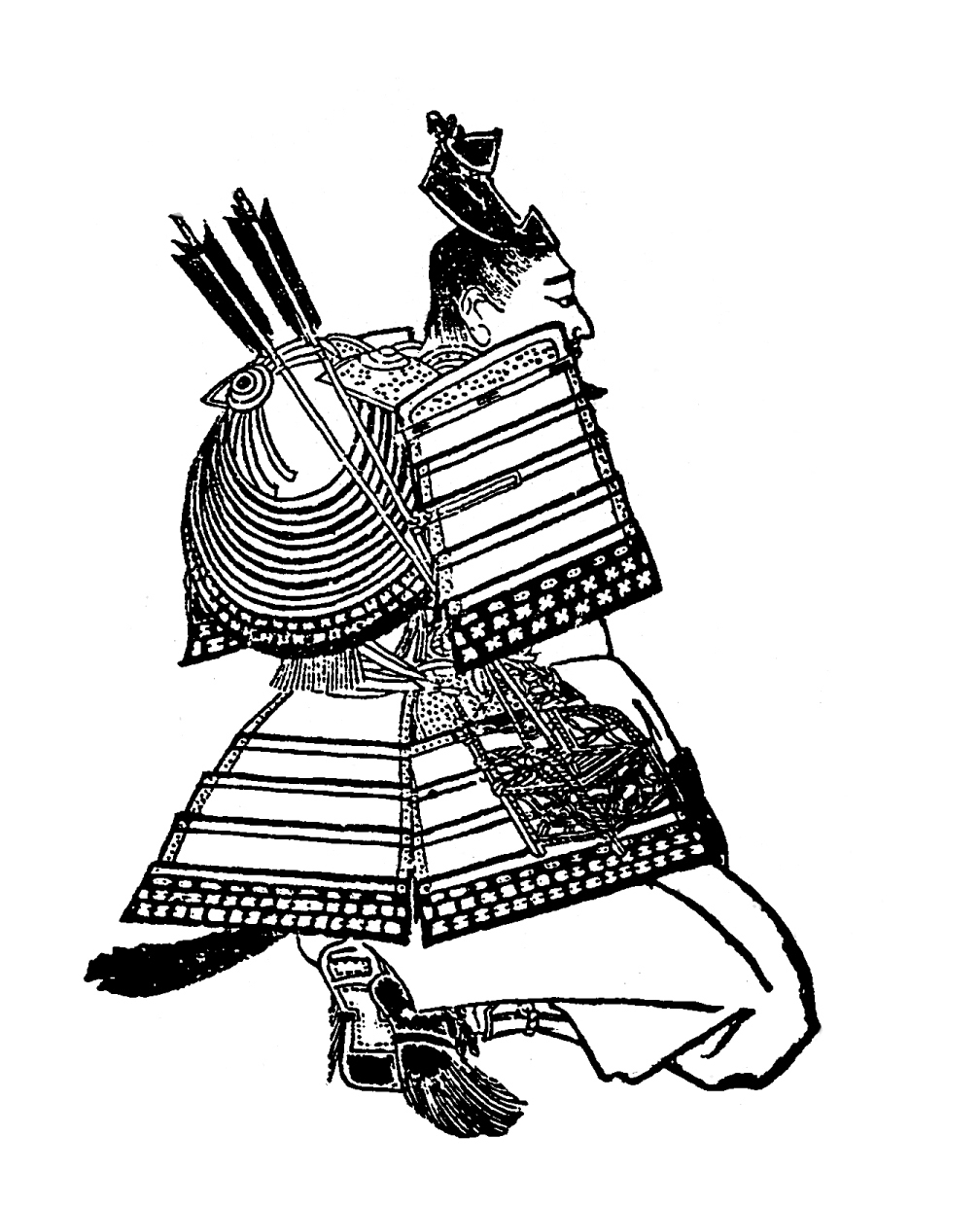
هیراگا یوشی‌نوبو

هیراگا یوشی‌نوبو، میناموتو نو یوشی‌نوبو (به ژاپنی: 平賀 義信 ひらが よしのぶ/源 義信 みなもと の よしのぶ)، تولد ۱۱۴۳ - مرگ ۲۰ فوریه ۱۲۰۷- سامورایی در اواخر دوره هی‌آن بود. فرمانده نظامی خاندان کاواچی گنجی بود. پدر او میناموتو نو موری‌یوشی، چهارمین پسر میناموتو نو یوشی‌میتسو و بنیانگذار خاندان هیراگا بود.
او شوهر سومین دختر هیکی نو آما به نام هیکی نوآمانوسانجو ja:比企尼の三女 (ندیمهٔ میناموتو نو یوری‌ایه) بود. همسر او در سال ۱۲۰۲، و قبل از مرگ شوهرش یوشینوبو درگذشت.